# Moistrocca
La Moistrocca (in sloveno Mojstrovka) è un massiccio montuoso delle Alpi Giulie slovene, composto da tre cime, da est a ovest:
- Piccola Moistrocca (Mala Mojstrovka), 2.332 m s.l.m.
- Grande Moistrocca (Velika Mojstrovka), 2.366 m
- Ultima Moistrocca (Zadnja Mojstrovka), 2.372 m

È diviso dal Prisojnik dall'omonimo passo della Moistrocca (Vršič), mentre è unito allo Gialuz (Jalovec) da una lunga cresta che comprende la Šite e il Travnik. Il suo versante nordovest, rivolto alla val Planica, si presenta come una poderosa muraglia di 1.000 metri di altezza e 3.500 di larghezza, su cui corrono diverse vie alpinistiche.